# Iulia Bobeică-Bulie
Iulia Bobeică-Bulie, née le 3 juillet 1967 à Gorbănești (Roumanie), est une ancienne rameuse roumaine. Elle est médaillée d'argent aux Jeux de 1992.

## Carrière
Après une cinquième place en quatre sans barreur, elle remporte une médaille d'argent sur le huit aux Jeux de 1992.

## Palmarès

### Jeux olympiques
- Jeux olympiques d'été de 1992 à Barcelone ( Espagne) :
  -  médaille d'argent en huit

### Championnats du monde
- Championnats du monde d'aviron 1995 à Tampere ( Finlande) :
  -  médaille d'argent en huit
- Championnats du monde d'aviron 1994 à Indianapolis ( États-Unis) :
  -  médaille d'argent en deux sans barreur
  -  médaille de bronze en huit
- Championnats du monde d'aviron 1993 à Roudnice ( Tchéquie) :
  -  médaille d'or en huit
- Championnats du monde d'aviron 1991 à Vienne ( Autriche) :
  -  médaille de bronze en huit
- Championnats du monde d'aviron 1990 au Lac Barrington ( Australie) :
  -  médaille d'or en huit
  -  médaille d'or en quatre avec barreur